# Castle Yankee

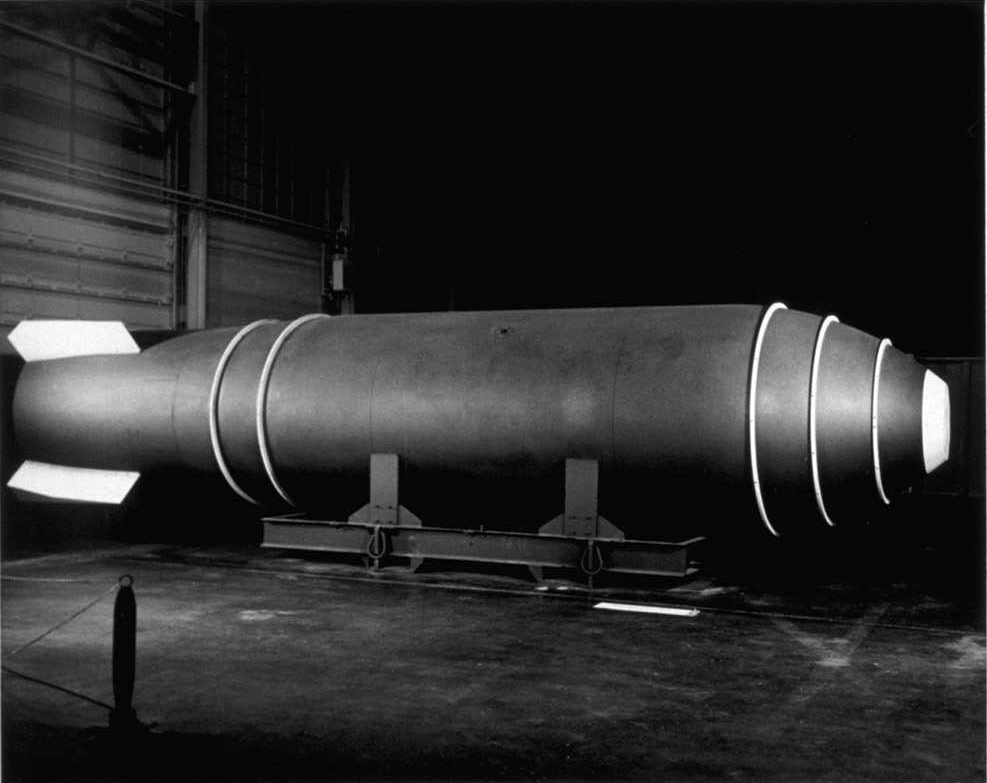
Bomba nuclear MK 17

Castle Yankee fue el nombre en clave que se le dio a una de las pruebas de la serie Operation Castle de  pruebas de bombas termonucleares estadounidenses. Originalmente se pensó como una prueba de una bomba nuclear TX-16 / EC-16 "Jughead", pero el diseño se volvió obsoleto después de que la prueba de Castle Bravo tuvo éxito. El dispositivo de prueba fue reemplazado por una bomba nuclear TX-24 / EC-24 "Runt II" que fue detonada el 5 de mayo de 1954 en Atolón Bikini.
Liberó una energía equivalente a 13,5  megatones de TNT, el segundo mayor rendimiento jamás obtenido en una prueba de arma de fusión en EE. UU.

## Jughead
Yankee originalmente estaba destinado a ser una prueba de una TX-16 / EC-16, una versión armada del gran y complejo dispositivo Ivy Mike. Se produjo un pequeño número de EC-16 con capacidad de emergencia, sin haber sido probado, para proporcionar una capacidad provisional arma termonuclear en respuesta al programa de armas nucleares ruso.
El dispositivo de prueba, cuyo nombre en código era "Jughead", se había preparado como respaldo en caso de que el dispositivo no criogénico Castle Bravo "Camarón" no funcionara. La prueba de "Jughead" se canceló cuando la prueba Bravo fue exitosa, y los criogénicos EC-16 fueron retirados y desmantelados.

## Runt II
Jughead fue reemplazado por el dispositivo  Runt II  (una TX-24 / EC-24), desarrollado a partir del Castle Romeo  Runt  dispositivo un TX-17 / EC-17). Externamente idénticos, la principal diferencia entre ellos estaba en el combustible para la etapa de fusión. Mientras que Runt usó litio natural (con 7.5% del isótopo de litio-6),  Runt II  usó el mismo litio parcialmente enriquecido (aproximadamente 40% de litio-6) que el  camarón  dispositivo de Castle Bravo.
Fue detonado el 5 de mayo de 1954 en el Atolón Bikini de las Islas Marshall, en una barcaza amarrada en medio del cráter producido por la anterior prueba Castle Union.
Aunque se había predicho que produciría un rendimiento de entre 6 a 10  megatones, en realidad produjo un rendimiento de 13,5 megatones, el segundo rendimiento más grande jamás obtenido en una prueba de arma de fusión en los EE. UU. Al igual que las pruebas de Mike, Bravo y Romeo, un gran porcentaje del rendimiento se produjo mediante la rápida  fisión del uranio natural  sabotaje. Del rendimiento total, 7 megatones fueron de fisión; los otros 6,5 megatones procedían de reacciones de fusión. El alto rendimiento de fusión se debió al combustible enriquecido y estableció un récord en los EE. UU que se mantuvo hasta la prueba Hardtack Poplar en 1958.